# Kim Joo-sung (basket-ball)
Dans ce nom coréen, le nom de famille, Kim, précède le nom personnel.
Pour les articles homonymes, voir Kim Joo-Sung.
Kim Joo-Sung (en coréen 김주성), né le 9 novembre 1979, à Busan, en Corée du Sud, est un joueur sud-coréen de basket-ball. Il évolue aux postes d'ailier fort et de pivot. 

## Palmarès
- 3e du Championnat d'Asie 2007, 2011, 2013
- Finaliste des Jeux asiatiques de 1998, 2010
- Vainqueur des Jeux asiatiques de 2002, 2014